# Episodi di Shooter (seconda stagione)
La seconda stagione della serie televisiva Shooter, composta da 8 episodi, è stata trasmessa in prima visione negli Stati Uniti sul canale USA Network dal 18 luglio al 5 settembre 2017.
In Italia la stagione verrà pubblicata interamente su Netflix il 29 settembre 2017. In lingua italiana gli episodi vengono pubblicati settimanalmente su Netflix in vari paesi del mondo il giorno dopo la messa in onda americana.
| nº | Titolo originale           | Titolo italiano                 | Prima TV USA     | Pubblicazione Italia |
| -- | -------------------------- | ------------------------------- | ---------------- | -------------------- |
| 1  | The Hunting Party          | Medaglie di sangue              | 18 luglio 2017   | 29 settembre 2017    |
| 2  | Remember the Alamo         | Ricordati di Alamo              | 25 luglio 2017   | 29 settembre 2017    |
| 3  | Don't Mess with Texas      | Non si scherza con il Texas     | 1º agosto 2017   | 29 settembre 2017    |
| 4  | The Dark End of the Street | Un cupo finale                  | 8 agosto 2017    | 29 settembre 2017    |
| 5  | The Man Called Noon        | Lo chiamavano Mezzogiorno       | 15 agosto 2017   | 29 settembre 2017    |
| 6  | Across the Rio Grande      | Dall'altra parte del Rio Grande | 22 agosto 2017   | 29 settembre 2017    |
| 7  | Someplace Like Bolivia     | Da qualche parte in Messico     | 29 agosto 2017   | 29 settembre 2017    |
| 8  | That'll Be the Day         | I padroni del mondo oscuro      | 5 settembre 2017 | 29 settembre 2017    |

## Medaglie di sangue
- Titolo originale: The Hunting Party
- Scritto da: John Hlavin
- Diretto da: Yuval Adler

### Trama
Bob Lee vola in Germania con Julie per partecipare a una cerimonia in onore di un marine della sua ex unità. Intanto, Memphis riceve una nuova proposta di lavoro.
- Ascolti USA: telespettatori 1 507 000[4]